# Christian Wolff (Aufklärer)
Christian Wolff, ab 1745 Freiherr von Wolff (in der Encyclopédie Chrétien Wolf; * 24. Januar 1679 in Breslau, Fürstentum Breslau; † 9. April 1754 in Halle, Königreich Preußen), war ein deutscher Universalgelehrter, Jurist und Mathematiker sowie einer der wichtigsten Philosophen der Aufklärung zwischen Leibniz und Kant. Der Aufklärer zählt zu den bedeutendsten Vertretern des Naturrechts und gilt als eigentlicher Begründer der Begriffsjurisprudenz des 19. Jahrhunderts. Die deutsche Philosophie verdankt ihm ihre terminologische Grundlegung; viele von ihm definierte Begriffe wie Bewusstsein, Bedeutung, Aufmerksamkeit oder an sich wurden später in die Alltagssprache übernommen. Wolff hatte auch maßgeblichen Einfluss auf die preußische Gesetzgebung.

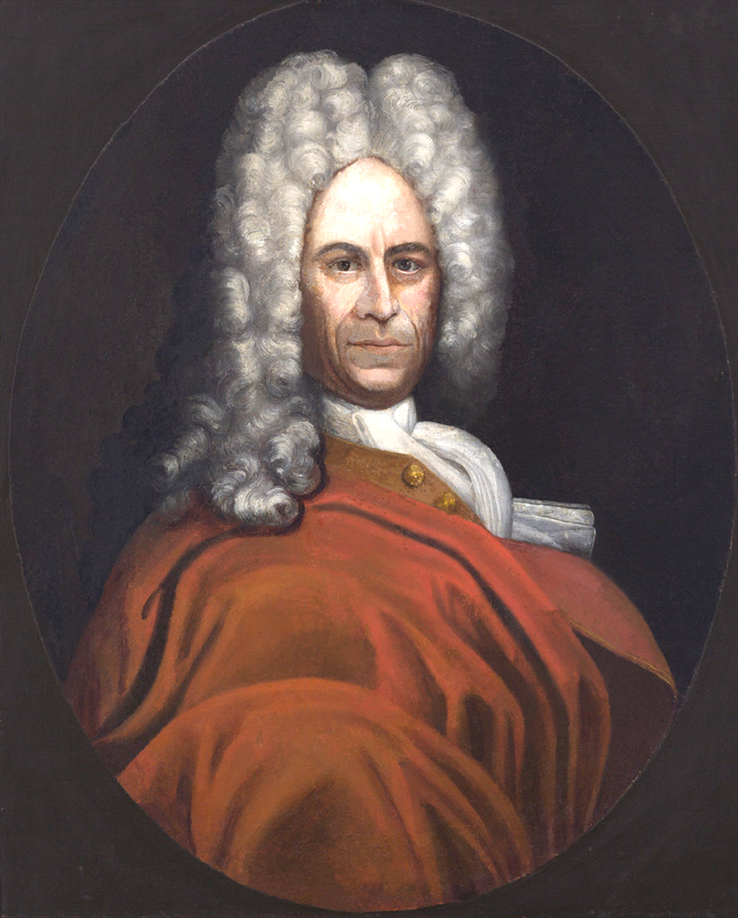
Christian Freiherr von Wolff

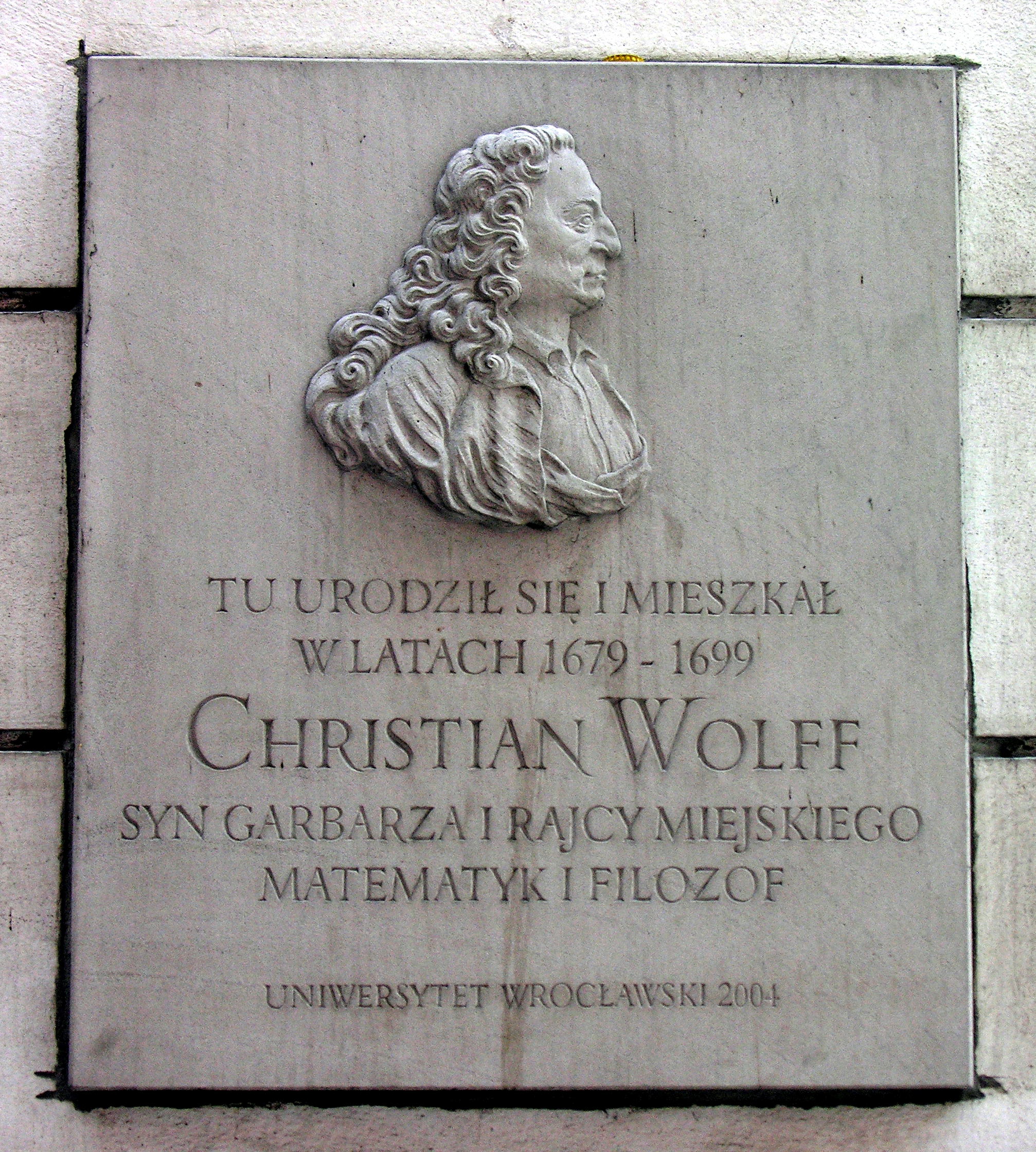
Gedenktafel in Breslau

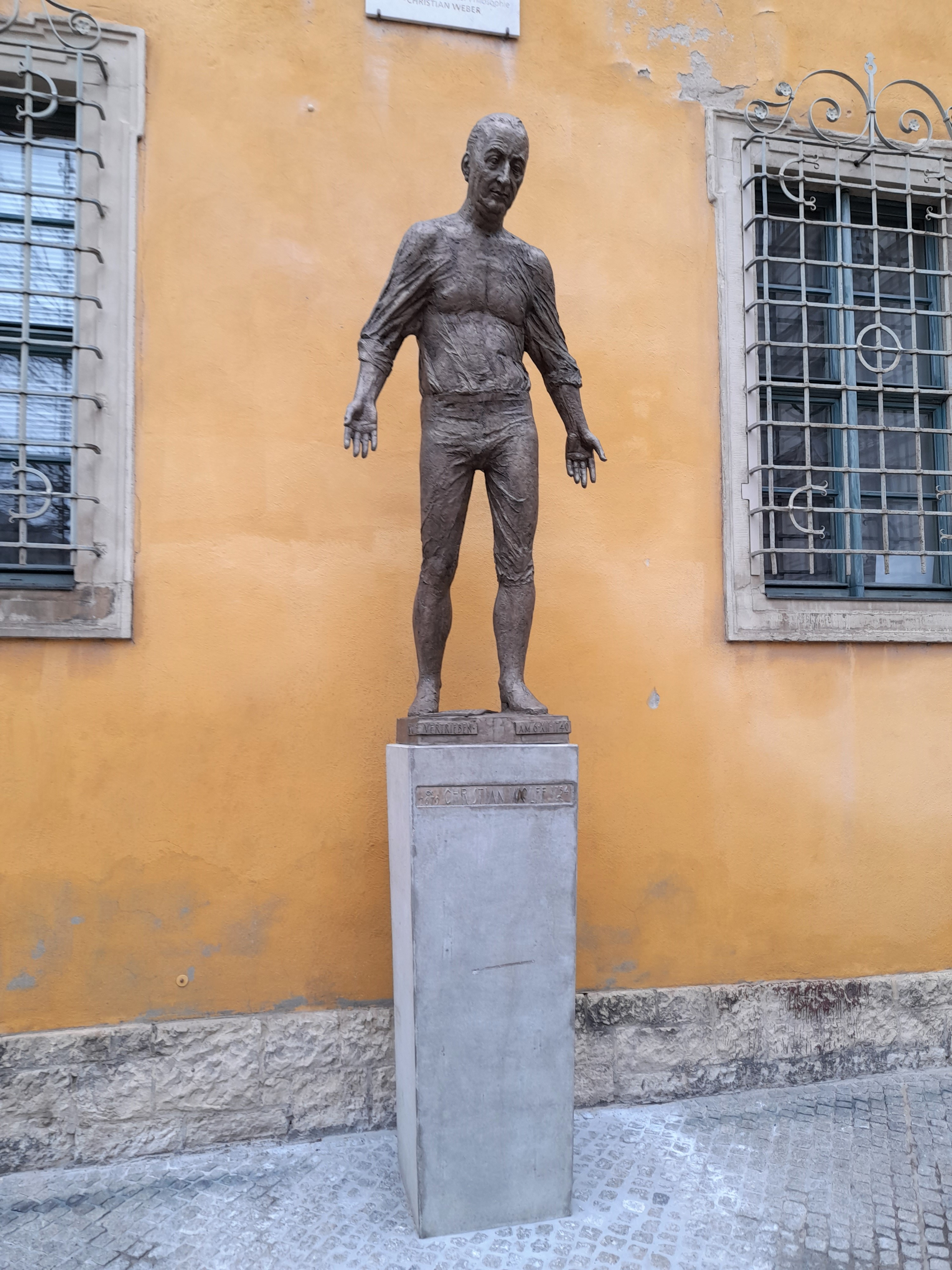
Christian-Wolff-Denkmal, eingeweiht am 6. Dezember 2021; am 6. Dezember 1740 kehrte Wolff aus dem Marburger Exil feierlich nach Halle zurück

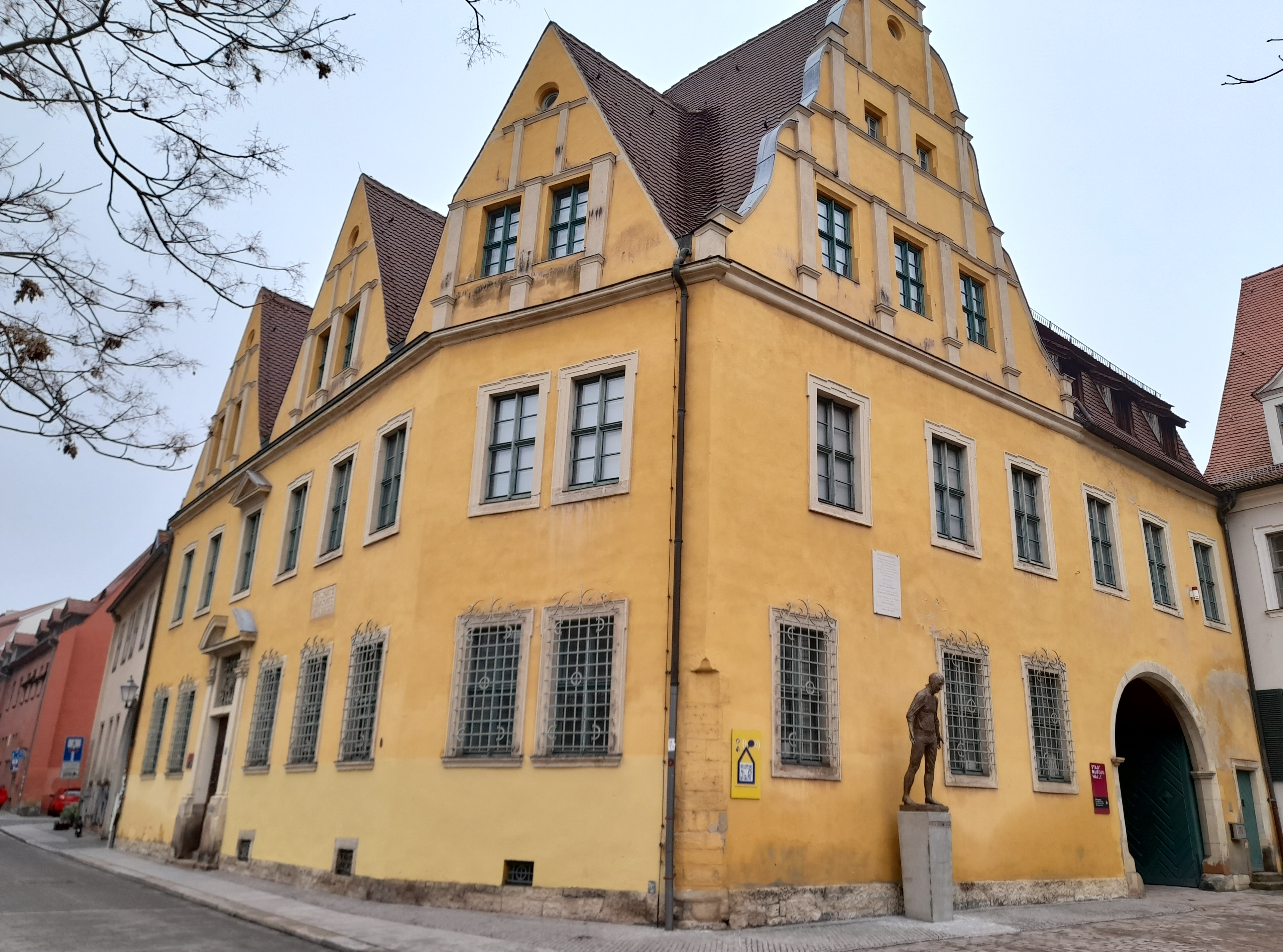
Das Denkmal vor dem Christian-Wolff-Haus, dem heutigen Hauptgebäude des Stadtmuseums von Halle (Saale)

## Leben
Christian Wolff wurde 1679 als zweites von sechs Kindern des Gerbers Christoph Wolff und dessen Frau Anna Gillerin in Breslau geboren. Sein Vater, der selbst eine Gymnasialausbildung genossen hatte, aber von seinen Eltern am Studium gehindert worden war, förderte die Bildung seines Sohnes und übernahm die erste Ausbildung auch im Lateinunterricht selbst. Mit acht Jahren kam Christian Wolff, selbst Lutheraner, auf das Maria-Magdalenen-Gymnasium in Breslau. Der religiös tolerante (sowohl lutherisch-protestantische als auch katholische) Charakter der Stadt prägte den Schüler. Nach eigenen Aussagen verfolgte er auch die katholischen Gottesdienste und diskutierte über philosophische und theologische Fragen mit den Breslauer Jesuitenschülern. Der Rektor des Gymnasiums war zu dieser Zeit Christian Gryphius, ein Sohn des Dichters Andreas Gryphius aus Glogau. Einer seiner wichtigsten Lehrer war Caspar Neumann, der seinen Werdegang stark beeinflusste.
Ab 1699 studierte Wolff in Jena Theologie, vor allem aber Physik und Mathematik. Er habilitierte sich 1702 und dozierte ab 1703 privat an der Universität Leipzig, wo er auch teilweise als Prediger wirkte.
1706 wurde er Professor für Mathematik und Philosophie an der Universität Halle. 1710 wurde Christian Wolff zum Mitglied der Londoner Royal Society und 1711 der Berliner Akademie der Wissenschaften ernannt. Im selben Jahr begegnete Wolff den Klassikern der chinesischen Philosophie in der lateinischen Übersetzung von Pater François Noël (1651–1729). Die intensive Lektüre der Werke des Konfuzius und des Menzius inspirierte Wolff im Jahr 1721 zu seiner „Rede über die praktische Philosophie der Chinesen“ an der Universität Halle. In dieser Rede diente Konfuzius und die konfuzianische Tradition als lebendiger Beweis für eine Ethik, die unabhängig vom christlichen Glauben über Jahrtausende eine Hochkultur geprägt hatte. Seine pietistischen Gegner beschuldigten Wolff in der Folge des Atheismus; sie bewirkten, dass er 1723 sein Amt aufgeben und die Stadt Halle aufgrund eines Befehls des preußischen Königs Friedrich Wilhelms I. innerhalb von 48 Stunden verlassen musste (Verbannung). Doch Wolff studierte die chinesischen Klassiker in der Übersetzung von Noël bis zu seinem Tod im Jahr 1754. Sein ganzes Werk ist durchdrungen von Zitaten und Anspielungen auf diese Lektüre, die als Zeugnis der fruchtbarsten Begegnung zwischen westlicher und chinesischer Philosophie gelten kann.
Er ging 1723 nach Hessen, wo er bis 1740 an der Universität Marburg mit großem Erfolg lehrte. 1732 und 1739 wirkte er dort auch als Prorektor der Universität. Einer seiner Schüler war Johann Adam von Ickstatt, ein anderer Michail Wassiljewitsch Lomonossow, dessen Namen heute die Lomonossow-Universität in Moskau trägt. Die russische Kaiserin Katharina I. ernannte ihn 1725 zum Ehrenmitglied der Sankt Petersburger Akademie. 1733 wurde er zudem auswärtiges Mitglied der Académie des sciences in Paris. Friedrich II. von Preußen rief ihn 1740 zurück nach Halle. 1743 wurde er Kanzler an der dortigen Universität, zwei Jahre später durch den bayerischen Herzog und Kurfürsten Maximilian Joseph in dessen Funktion als Reichsvikar zum Reichsfreiherrn nobilitiert.
Wolff starb am 9. April 1754 in Halle; der Verbleib seines Grabes ist bis heute nicht gänzlich geklärt.
Wolff hatte 1716 Katharina Maria Brandis, die Tochter des Stiftamtmanns, geheiratet. Von mehreren Kindern überlebte ihn nur der 1722 geborene Sohn Ferdinand.
Die wissenschaftliche Erforschung der Biographie des Philosophen Wolff ist ein Desiderat der Forschung. Von Einzelstudien abgesehen liegen bisher nur die Arbeiten von Baumeister (1738), Gottsched (1755) und Wuttke (1841) vor. Autographen des Philosophen werden unter anderem in der Gottfried Wilhelm Leibniz Bibliothek aufbewahrt.

## Philosophisches Werk
Von Wolffs Werk ging die erste deutsche Schulbildung in der Philosophie aus. „Wolffianer“, Anhänger des Philosophen, gab es in fast allen Universitäten des Heiligen Römischen Reiches sowie im gesamten Nord- und Osteuropa, in Italien und Russland. Ihr Einfluss in Lehre und wissenschaftlicher Forschung dominierte über Jahrzehnte. Auch außerhalb der akademischen Sphäre hatte Wolff Anhänger. Adlige wie Ernst Christoph von Manteuffel, Friedrich II. von Preußen in seiner Kronprinzenzeit und Luise Dorothea von Sachsen-Gotha-Altenburg zählten ebenso zu seinen Anhängern wie französische protestantische Glaubensflüchtlinge in Preußen, etwa Jean Henri Samuel Formey und Jean Deschamps. Große Teile der Anhänger Wolffs waren in den 1730er und 1740er Jahren in Gesellschaften und durch Korrespondenzen vernetzt und propagierten erfolgreich das Werk und die Ideen des Philosophen.
Wolffs Philosophie ist eine systematische Ausprägung des Rationalismus, die sich aus verschiedenen Quellen, insbesondere Leibniz, Descartes sowie der Scholastik Thomas von Aquins und der Metaphysik Francisco Suárez’ speist. Wolff wurde lange vorrangig die „Systematisierung“ der Philosophie von Gottfried Wilhelm Leibniz zugeschrieben, wobei jedoch Differenzen zwischen Wolff und Leibniz, etwa in der zu Beginn des 18. Jahrhunderts aufkommenden Monadologie (Monadenlehre), nicht übersehen werden dürfen, die schon von Wolff selbst betont und durch neuere Forschungen verstärkt herausgearbeitet wurden. Die von Wolff und seinen Anhängern propagierte mathematische Lehrart zielte auf eine strenge Systematik beim Verfassen eines Textes. Im günstigsten Falle sollte also jeder einzelne Gedanke mit einer entsprechenden explizit definierten Satzkategorie erscheinen. Mit dieser auch als „demonstrativisch“ bezeichneten Methode sollte eine optimale Nachvollziehbarkeit des Gedankengangs erreicht werden.
Wolff ist sowohl Verteidiger einer kongruenten Ergänzung von Vernunft und Offenbarung (Theologia naturalis, 2 Bde., 1736/1737) als auch ein Anhänger der platonischen Idee des „Philosophenkönigtums“ (De philosopho regnante et de rege philosophante, in: Horae subsecivae Marburgenses, 1730). Während seine Philosophie in den 1720er und 1730er Jahren vor allem von der lutherischen Orthodoxie und von protestantisch-pietistischer Seite scharf angegriffen und unter Atheismus-Verdacht gestellt wurde, erwuchsen Wolff in den 1740er Jahren mächtige Gegner in der empiristischen englischen (Newtonianismus) und skeptizistischen (Voltaire) bis materialistischen (de La Mettrie) französischen Philosophie. Eine in dieser Phase hingegen zunehmende positive Rezeption der Aufklärungsphilosophie Wolffs ist in den katholischen Teilen Europas festzustellen, vor allem in Italien, vielfach bei Jesuiten und Benediktinern.
Wolff postuliert in seinem Werk „Einleitende Abhandlung über Philosophie im Allgemeinen“ drei Hauptarten der Erkenntnis:
- die historische Erkenntnis (Wolff § 3: „Die Erkenntnis dessen, was ist und geschieht, sei es in der materiellen Welt oder in den immaterialen Substanzen, nennen wir historische Erkenntnis.“)
- die philosophische Erkenntnis (Wolff § 6: „Die Erkenntnis des Grundes dessen, was ist oder geschieht, heißt philosophische Erkenntnis.“)
- sowie die mathematische Erkenntnis (Wolff § 14: „Die Erkenntnis der Quantität der Dinge bezeichnen wir als mathematische Erkenntnis.“)

## Privatrechtliche und privatrechtsgeschichtliche Bedeutung

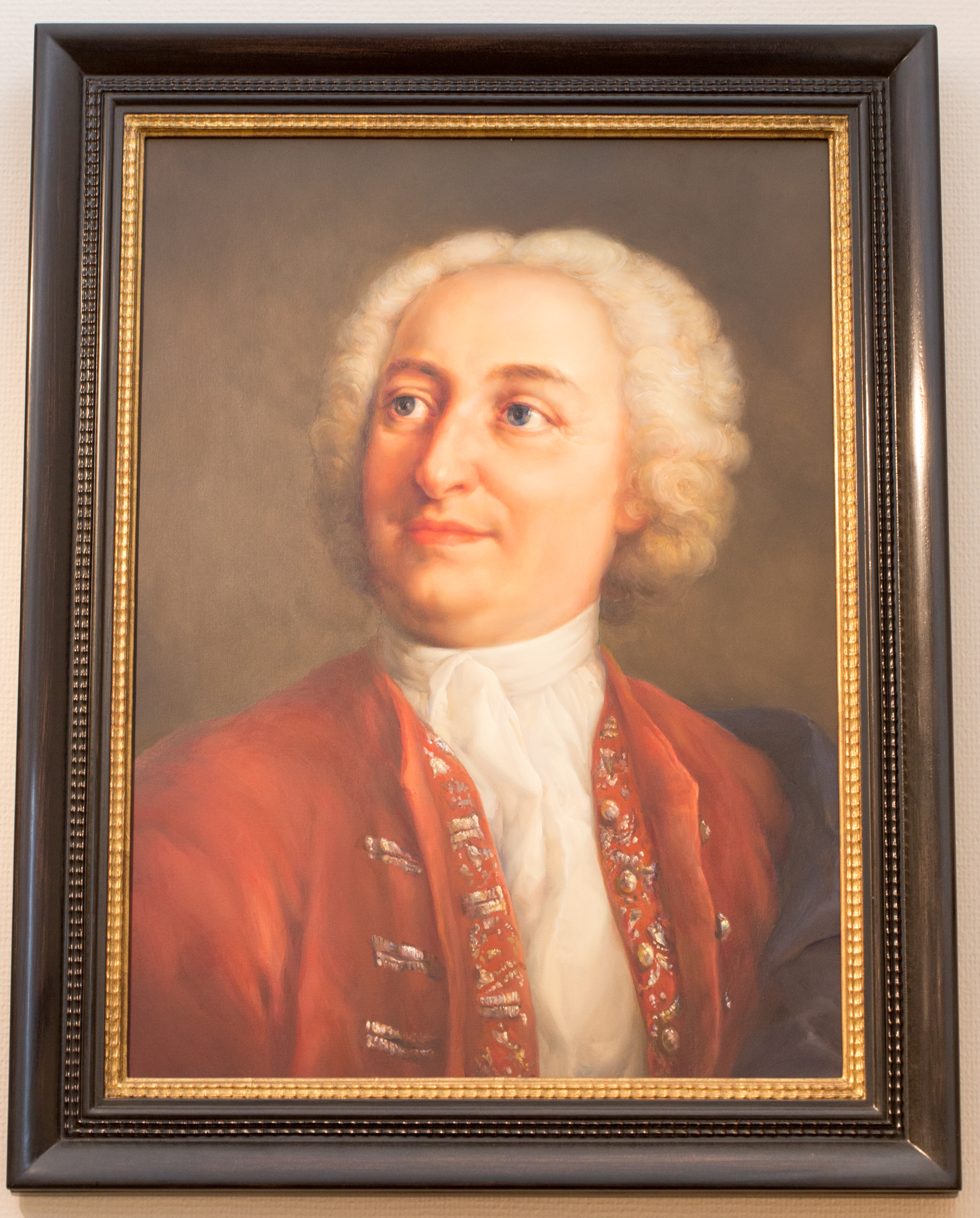
Christian Wolff, Gemälde von Christoph Wetzel (um 2000), Brandenburg-Preußen Museum Wustrau

Große Bedeutung hat Wolff aber auch für das Privatrecht der Aufklärung. In seiner Eigenschaft als Rechtsgelehrter gründeten Wolffs Ideen auf den Konzepten des Hugo Grotius und auf diesen wiederum aufbauend auf denen von Samuel von Pufendorf. Neben den Jenaer Spätscholastikern hatte Wolff sich auf die Lehren Pufendorfs bereits zu Studienzeiten eingelassen. Im Kern hatten sich die beiden Vordenker von der zivilrechtswissenschaftlichen Bindung an das römische Recht frei gemacht und auf die Suche nach einem säkularisierten Naturrecht begeben, das letztlich als Vernunftrecht eine neue Disziplin der Rechtswissenschaft begründen sollte. Dieser Ansätze bemächtigte sich Wolff nicht nur, er ordnete daraus ein umfängliches Rechtssatzsystem, ein System, das sich nach seiner Auffassung aus übergeordneten Dogmen herzuleiten hatte. 1740 erschien sein Monumentalwerk Jus naturae methodo scientifica pertractatum (wissenschaftlich behandeltes Naturrecht). Das Werk gründete tief in der privatrechtlichen Lehre und bemühte sich um die Darlegung eines Musterfalls für eine vollständige Kodifikation des Zivilrechts. In der Verschmelzung römischen Rechts mit dem naturrechtlichen Ansatz kehrte er sich von den Auffassungen seiner Vorgänger, vornehmlich ist Christian Thomasius zu nennen, ab. Im Rahmen des die Zeit prägenden Positivitätsstreits verfocht er sein Kodifikationsbestreben. Insbesondere wandte er sich gegen Thomasius’ Auffassung, dass Pflichten aus auf ethischen Grundsätzen beruhenden Gewissensmerkmalen nicht mit Rechtspflichten vermengt werden dürften. Er hob in der Weiterung auch die von Thomasius vorangetriebene Trennung von Recht und Sittlichkeit auf, die nie unbeanstandet geblieben war.
Wolffs Rückbesinnung auf Grotius und Pufendorf erschöpfte sich nicht darin, den moralphilosophischen Ansatz der beiden wiederherzustellen. Er setzte ihn vielmehr voraus, denn in seiner Hauptsache ging es ihm darum, für das ihn umgebende Zeitalter des aufgeklärten Absolutismus eine eigenständige Staats- und Rechtslehre formulieren und umsetzen zu können. Auch das bestehende gemeine Recht erlangte – trotz der von Wolff stets bevorzugten Anwendung römischen Rechts – bisweilen naturrechtlichen Charakter, Voraussetzung wiederum dafür, dem System Wolffs einen ganzheitlichen Habitus zu geben. Positives und Vernunftrecht erlangten große Schnittmengen und Gesinnungswerte aus einer natürlichen Moral flossen dort hinein. Daraus entwickelte sich einerseits ein hoher praktischer Nutzen für die Rechtspraxis. Andererseits entstand alsbald ein gesellschaftliches Sozialbild, das später ins preußische Landrecht Einzug halten sollte. Wolffs Schüler, zu nennen ist allen voran Daniel Nettelbladt, trugen seine Ideen fort. In seiner Tradition entfaltete das Rechtsdenken Fernwirkungen, die in den Pandektismus hineinreichten; letztlich sollte noch das Bürgerliche Gesetzbuch durch ihn mitgeprägt werden.
Da Wolff ebenso gewissenhaft Philosophie und Mathematik studiert hatte, entwickelte er auf der Methodik dieser Disziplinen eine Deduktionstechnik (mathematische Lehrart), die ihn zu einem der Hauptvertreter des mos geometricus werden ließ. Aus zunächst abstrakten Rechtsprinzipien werden bei dieser Methode die konkreten und immer spezifischer werdenden Regelsätze gewonnen.

## Ehrungen
- Mons Wolff – Berg auf dem Erdmond in den Montes Apenninus am Rand des Mare Imbrium.
- Christian-Wolff-Gymnasium in Halle-Neustadt[11]
- Christian-Wolff-Häuser – Studentenwohnheim-Komplex in Marburg[12]
- Christian-Wolff-Haus – Hauptgebäude des Stadtmuseums Halle
- Christian-Wolff-Gesellschaft – 2017 für die Philosophie der Aufklärung gegründet[13]
- Christian-Wolff-Preis der Martin-Luther-Universität Halle-Wittenberg
- Christian-Wolff-Denkmal – 2021 an der Südseite des Christian-Wolff-Hauses enthüllt[14][15]

## Schriften (Auswahl)

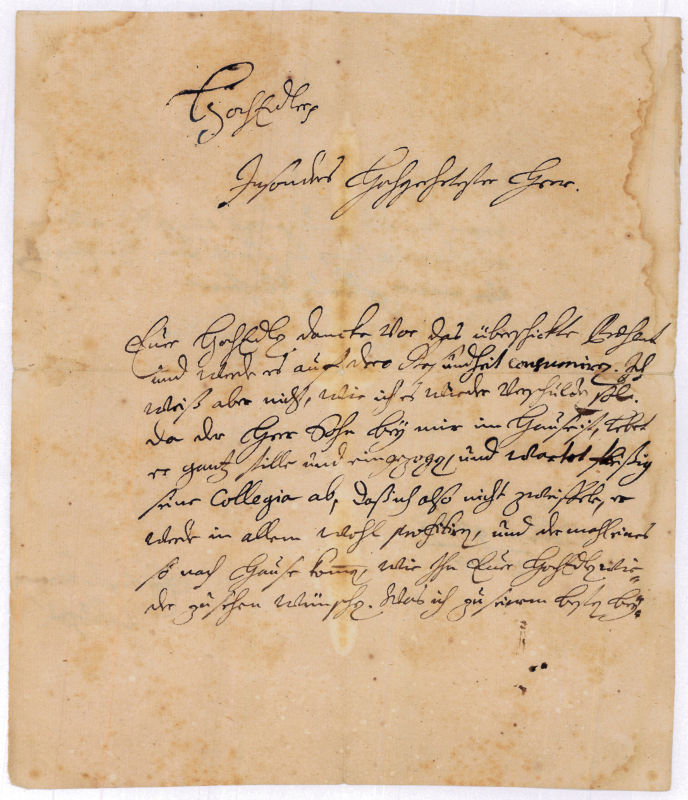
Handschriftlicher Brief Wolffs (1744)

- Der Anfangs-Gründe Aller Mathematischen Wissenschafften Erster / Anderer / Dritter / Letzter Theil. 4 Bände. Halle 1710 (Digitalisat, Digitalisat und Volltext)
- Vernünfftige Gedancken Von den Kräfften des menschlichen Verstandes Und ihrem Richtigen Gebrauche In Erkäntnis der Wahrheit. Halle 1713 (Digitalisat), 2. Aufl. 1719, 3. Aufl. 1722, 4. Aufl. 1725, 5. Aufl. 1727, 6. Aufl. 1731, 7. Aufl. 1733, 8. Aufl. 1736, 9. Aufl. Halle 1738 (Digitalisat), 10. Aufl. 1740, 11. Aufl. 1742, 12. Aufl. 1744; ferner 1749, 1754, 1765
- Elementa matheseos universae. Halle 1713–1715, Halle 1730–1741
- Auszug aus den Anfangs-Gründen aller Mathematischen Wissenschaften, Zu bequemerem Gebrauche der Anfänger Auf Begehren verfertiget. Halle 1717 (Digitalisat), 2. Aufl. 1724, 3. Aufl. 1728, 4. Aufl. 1732, 5. Aufl. 1734, 6. Aufl. 1737, 7. Aufl. 1740, ferner 1743, 1746, 1752, 1755, Halle 1772 (Volltext)
- Entdeckung Der Wahren Ursache von der wunderbahren Vermehrung des Getreydes. Halle 1718 (Digitalisat), Halle 1725 (Digitalisat), Halle 1750 (Digitalisat)
  - Erläuterter „Nachdruck“, Halle 1719
- Vernünftige Gedanken von Gott, der Welt und der Seele des Menschen, auch allen Dingen überhaupt, den Liebhabern der Wahrheit mitgetheilet. Halle 1720, 2. Aufl. 1722, 3. Aufl. 1725, 4. Aufl. 1729, 5. Aufl. 1733, 6. Aufl. Frankfurt/Leipzig 1736 (Digitalisat), 7. Aufl. 1738, 8. Aufl. 1741, 9. Aufl. 1743; ferner 1747, Halle 1751 (Digitalisat), 1752
- Vernünftige Gedanken von dem gesellschaftlichen Leben der Menschen, 1721
- Allerhand Nützliche Versuche, Dadurch Zu genauer Erkäntnis Der Natur und Kunst Der Weg gebähnet wird, Denen Liebhabern der Wahrheit mitgetheilet. 3 Bde., Halle 1721–23 (Digitalisat Bd. 1, Digitalisat Bd. 2, Digitalisat Bd. 3), Halle 1727–1729 (Digitalisat), Halle 1737–1738, Halle 1745–1747
- Vernünfftige Gedancken von den Würckungen der Natur. 1723
- Anmerckungen über die vernünfftige Gedancken von Gott, der Welt und der Seele des Menschen, auch allen Dingen überhaupt. Frankfurt (Main) 1724 (Digitalisat)
- De differentia nexus rerum sapientis et fatalis necessitatis. Halle 1724 (Digitalisat), 2. Aufl. Halle 1737 (Digitalisat)
- Monitum ad commentationem luculentam de differentia nexus rerum sapientis et fatalis necessitatis. Halle 1724 (Digitalisat)
- Oratio de Sinarum philosophia practica, in solemni panegyri recitata. Frankfurt (Main) 1726 (Digitalisat)
- Philosophia rationalis sive logica, methodo scientifica pertractata, et ad usum scientiarum atque vitae aptata. Praemittitur discursus praeliminaris de philosophia in genere. Frankfurt/Leipzig 1728 (Digitalisat)
- Philosophia prima, sive Ontologia, methodo scientifica pertractata, qua omnis cognitionis humanae principia continentur. Frankfurt/Leipzig 1730 (Digitalisat), 2. Aufl. Frankfurt/Leipzig 1736 (Digitalisat), 3. Aufl. Verona 1736 (Digitalisat)
- Vernünfftige Gedancken Von dem Gebrauche Der Theile In Menschen, Thieren und Pflantzen. Frankfurt/Leipzig 1730 (Digitalisat)
- Theologia naturalis methodo scientifica pertractata. 2 Bde. Frankfurt/Leipzig 1736–1737 (Digitalisat Bd. 1, Digitalisat Bd. 2), Verona 1738 (Digitalisat Bd. 1, Digitalisat Bd. 2), Frankfurt/Leipzig 1739, 2. Aufl. Frankfurt/Leipzig 1741, Verona 1779
- Jus naturae methodo scientifica pertractatum. 8 Bde., Frankfurt/Leipzig 1740–1748
- Compendium elementorum matheseos universae in usum studiosae juventutis adornatum. 2 Bde., Lausanne/Genf 1742 (Digitalisat Bd. 1, Digitalisat Bd. 2), 2. Aufl. 1758 (Digitalisat Bd. 1, Digitalisat Bd. 2)
- Jus gentium methodo scientifica pertractatum, in quo jus gentium naturale ab eo, quod voluntarii, pactitii et consuetudinarii est, accurate distinguitur. 1749 (Digitalisat)
- Institutiones juris naturae et gentium, in quibus ex ipsa hominis natura continuo nexu omnes obligationes et jura omnia deducuntur. Halle 1750 (Digitalisat)
  - deutsch: Grundsätze des Natur- und Völckerrechts, 1754 Digitalisat und Volltext im Deutschen Textarchiv

Postume Ausgaben
- Briefe von Christian Wolff aus den Jahren 1719–1753. St. Petersburg 1860 (Digitalisat)
- Briefwechsel zwischen Leibniz und Chr. Wolf. Halle 1860 (Digitalisat)
- Gesammelte Werke, hrsg. und bearb. von J. École u. a., Georg Olms, Hildesheim u. a. 1962ff.
- Der Briefwechsel zwischen Christian Wolff und Ernst Christoph von Manteuffel 1738 bis 1748. Transkriptionen aus dem Handschriftenbestand der Universitätsbibliothek Leipzig (Signaturen MS 0345, MS 0346, MS 0347), Erster Teil: Briefe Nr. 1 bis 150 (11. Mai 1738 bis 30. Dezember 1743); Zweiter Teil: Briefe Nr. 151 bis 314 (5. Januar 1744 bis 24. März 1747); Dritter Teil: Briefe Nr. 315 bis 488 (26. März 1747 bis 5. November 1748), hrsg. von Katharina Middell, Hanns-Peter Neumann und Jürgen Stolzenberg, Preprint Stand Februar 2013, im Internet abrufbar unter: https://nbn-resolving.de/urn:nbn:de:bsz:14-qucosa-106475

Neuausgaben
- Rede über die praktische Philosophie der Chinesen. Lat.-dt., übers. u. hrsg. v. Michael Albrecht. Meiner, Hamburg 1985 (= Philosophische Bibliothek, Bd. 374), ISBN 978-3-7873-0795-1. (Ausschnitt)
- Erste Philosophie oder Ontologie (§§ 1–78). Philosophia Prima sive Ontologia. Lat.-dt., übers. u. hrsg. v. Dirk Effertz. Meiner, Hamburg 2005 (= Philosophische Bibliothek, Bd. 569), ISBN 978-3-7873-1720-2.
- Einleitende Abhandlung über Philosophie im allgemeinen (Discursus praeliminaris), übers. u. hrsg. v. Günter Gawlick u. Lothar Kreimendahl. Frommann-Holzboog, Stuttgart 2006 (= Forschungen und Materialien zur deutschen Aufklärung. Abt. 1: Texte, Bd. 1), ISBN 3-7728-1523-5.
- Über den Unterschied zwischen einem systematischen und einem nicht-systematischen Verstand. Lateinisch-Deutsch. Übersetzt, eingeleitet und herausgegeben von Michael Albrecht (Philosophische Bibliothek, Bd. 710). Hamburg 2019.

### Biographie
chronologisch, Neueste zuerst
- Stefan Borchers: Die Auseinandersetzung um Christian Wolff. In: Holger Zaunstöck, Claudia Weiss (Hrsg.): Streit. Menschen, Medien, Mechanismen im 18. Jahrhundert und heute. Verlag der Franckeschen Stiftungen, Halle 2023 (= Kataloge der Franckeschen Stiftungen. Band 39). ISBN 978-3-447-11977-1, S. 82–97.
- Hans-Joachim Kertscher: „Er brachte Licht und Ordnung in die Welt“ – Christian Wolff: Eine Biographie. (Hrsg. von der Christian-Wolff-Gesellschaft für die Philosophie der Aufklärung), Mitteldeutscher Verlag, Halle (Saale) 2018, ISBN 978-3-96311-096-2.[16]
- Johannes Bronisch: Der Kampf um Kronprinz Friedrich. Wolff gegen Voltaire. Landt-Verlag, München 2011, ISBN 978-3-938844-23-6.
- Albrecht Beutel: Causa Wolffiana. Die Vertreibung Christian Wolffs aus Preußen 1723 als Kulminationspunkt des theologisch-politischen Konflikts zwischen Halleschem Pietismus und Aufklärungsphilosophie. In: ders.: Reflektierte Religion. Beiträge zur Geschichte des Protestantismus. Mohr Siebeck, Tübingen 2007, ISBN 978-3-16-149219-8, S. 125–169.
- Johannes Bronisch: „La trompette de la vérité“. Zur Korrespondenz Ernst Christoph Graf von Manteuffels mit Christian Wolff 1738–1748. In: Ivo Cerman, Luboš Velek (Hrsg.): Adelige Ausbildung. Die Herausforderung der Aufklärung und die Folgen. Meidenbauer, München 2006 (= Studien zum mitteleuropäischen Adel, Bd. 1), ISBN 3-89975-057-8, S. 257–278.
- Christoph Schmitt: Wolff, Christian. In: Biographisch-Bibliographisches Kirchenlexikon (BBKL). Band 13, Bautz, Herzberg 1998, ISBN 3-88309-072-7, Sp. 1509–1527 (Artikel/Artikelanfang im Internet-Archive).
- Wolfgang Drechsler: Christian Wolff (1679–1754). A Biographical Essay. In: European Journal of Law and Economics 4 (1997), ISSN 0929-1261, S. 111–128.
  - Neudruck in: Jürgen G. Backhaus (Hrsg.): Christian Wolff and Law & Economics. The Heilbronn Symposium. Georg Olms, Hildesheim, Zürich, New York 1998 (= Christian Wolff: Gesammelte Werke. Abt. III: Materialien und Dokumente, Bd. 45), ISBN 3-487-10701-5, S. 1–18.
- Werner Schneiders (Hrsg.): Christian Wolff 1679–1754. Interpretationen zu seiner Philosophie und deren Wirkung. Mit einer Bibliographie der Wolff-Literatur. 2. Aufl. Meiner, Hamburg 1986 (= Studien zum achtzehnten Jahrhundert, Bd. 4), ISBN 3-7873-0676-5.
- Wilhelm Schrader: Wolff, Christian. In: Allgemeine Deutsche Biographie (ADB). Band 44, Duncker & Humblot, Leipzig 1898, S. 12–28.
- Die genannten drei älteren biographischen Texte von Baumeister, Gottsched und Wuttke (1738, 1755, 1841) neu abgedruckt in: Hans Werner Arndt (Hrsg.): Biographie. Georg Olms, Hildesheim, New York 1980 (= Christian Wolff: Gesammelte Werke. Abt. I: Deutsche Schriften, Bd. 10), ISBN 3-487-06959-8.
- Stefan Borchers (Hrsg.): (anonyme und pseudonyme) Vier Schriften zum Ende von Wolffs erster Lehrperiode an der Universität Halle. Georg Olms, Hildesheim, Zürich, New York 2012 (= Christian Wolff: Gesammelte Werke. Abt. III: Materialien und Dokumente, Bd. 130), ISBN 978-3-487-14321-7.
- Heinrich Wuttke (Hrsg.): Christian Wolffs eigene Lebensbeschreibung. Leipzig 1841 (online – Internet Archive).

### Werk
- Grundlegend zur Literaturlage: Gerhard Biller: Wolff nach Kant. Eine Bibliographie. Mit einem Vorwort von Jean École. Georg Olms, Hildesheim, Zürich, New York 2004 (= Christian Wolff: Gesammelte Werke. Abt. III: Materialien und Dokumente, Bd. 87), ISBN 3-487-12588-9.
  - 2. Auflage 2009 PDF.
- Heinrich P. Delfosse, Berthold Krämer, Elfriede Reinardt, Wolff-Index. Stellenindex und Konkordanz zu Christian Wolffs „Deutscher Logik“. Frommann-Holzboog, Stuttgart 1987 (= Forschungen und Materialien zur deutschen Aufklärung. Abt. 3: Indices, Bd. 19), ISBN 3-7728-0933-2.
- Jean École: War Christian Wolff ein Leibnizianer? In: Robert Theis (Hrsg.): Die deutsche Aufklärung im Spiegel der neueren französischen Aufklärungsforschung. Meiner, Hamburg 1998 (= Aufklärung, Bd. 10/1), ISBN 3-7873-1216-1, S. 29–46.
- Jean École: Wolff était-il un Aufklärer? In: Frank Grunert, Friedrich Vollhardt (Hrsg.): Aufklärung als praktische Philosophie. Werner Schneiders zum 65. Geburtstag. Niemeyer, Tübingen 1998 (= Frühe Neuzeit, Bd. 45), ISBN 3-484-36545-5, S. 31–44.
  - Neudruck in: Jean École (Hrsg.): Autour de la philosophie Wolffienne. Textes de Hans Werner Arndt, Sonia Carboncini-Gavanelli et Jean École. Georg Olms, Hildesheim, Zürich, New York 2001 (= Christian Wolff: Gesammelte Werke. Abt. III: Materialien und Dokumente, Bd. 65), ISBN 3-487-11233-7, S. 172–185.
- Hans-Martin Gerlach (Hrsg.): Christian Wolff – seine Schule und seine Gegner. Meiner, Hamburg 2001 (= Aufklärung, Bd. 12/2), ISBN 3-7873-1455-5.
- Norbert Nail: Russi intra muros: Studenten aus Sankt Petersburg 1736–1739 bei Christian Wolff in Marburg. Zum 300. Geburtstag des Universalgelehrten Michail Vasil’evič Lomonosov am 19. November 2011. In: Studenten-Kurier 1/2012, ISSN 0931-0444, S. 15–19. (online)
- Oliver-Pierre Rudolph, Jean-François Goubet (Hrsg.): Die Psychologie Christian Wolffs. Systematische und historische Untersuchungen. Niemeyer, Tübingen 2004 (= Hallesche Beiträge zur Europäischen Aufklärung, Bd. 22), ISBN 3-484-81022-X.
- Werner Schneiders (Hrsg.): Christian Wolff 1679–1754. Interpretationen zu seiner Philosophie und deren Wirkung. Mit einer Bibliographie der Wolff-Literatur. 2. Aufl. Meiner, Hamburg 1986 (= Studien zum achtzehnten Jahrhundert, Bd. 4), ISBN 3-7873-0676-5.
- Silvia Sommerhoff-Benner: Christian Wolff als Mathematiker und Universitätslehrer des 18. Jahrhunderts. Shaker, Aachen 2002 (= Berichte aus der Mathematik), ISBN 3-8322-0665-5.
- Alexander Aichele: Christian Wolff. Eine Einführung. Metzler, Stuttgart 2025, ISBN 978-3-47604960-5.